# Jules Monge
Pour les articles homonymes, voir Monge.
Jules Monge, né à Marseille le 26 décembre 1855 et mort à Paris le 1er juillet 1934, est un peintre français.

## Biographie
Il est l'élève d'Alexandre Cabanel Marseille. Il expose au Salon des artistes français de 1881 à 1933 et y obtient de nombreux succès. Il expose également dans les villes de province. Il réalise de nombreux portraits et des scènes militaires. Pendant l'entre-deux-guerres il visite la Chine républicaine et peint des scènes de la vie quotidienne.

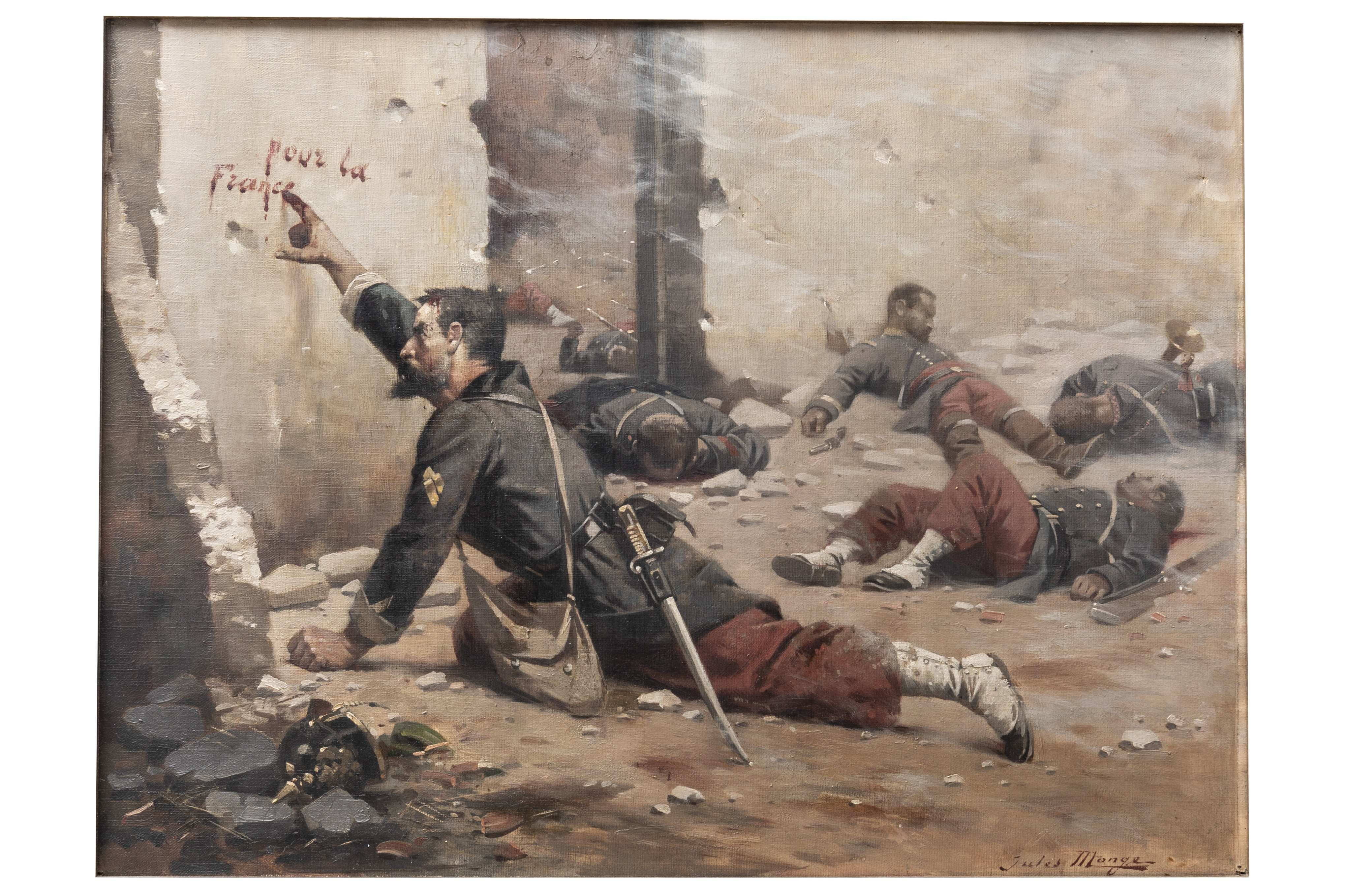
le dernier du bataillon - œuvre de Jules Monge 1894

## Œuvres
On trouve ses œuvres dans les musées suivant :
- Besançon, musée des beaux-arts : Études d'attributs militaires
- Marseille, Musée Cantini : Le chat de la cantinière[1].
- Meaux, Musée Bossuet : Au lavoir, corvée du Samedi
- Paris
  - Musée de l'Armée : L'Ancêtre (visite de cuirassiers au musée de l'Armée 1921)[2], Usine de guerre à Saint-Roch (Amiens)[3],  Clairon de turcos blessé[4].
  - Musée d'Orsay : Adolphe Monticelli, dit autrefois portrait de Claude Monet[5].
- Toulon, musée d'art : Portrait de jeune fille.

## Galerie

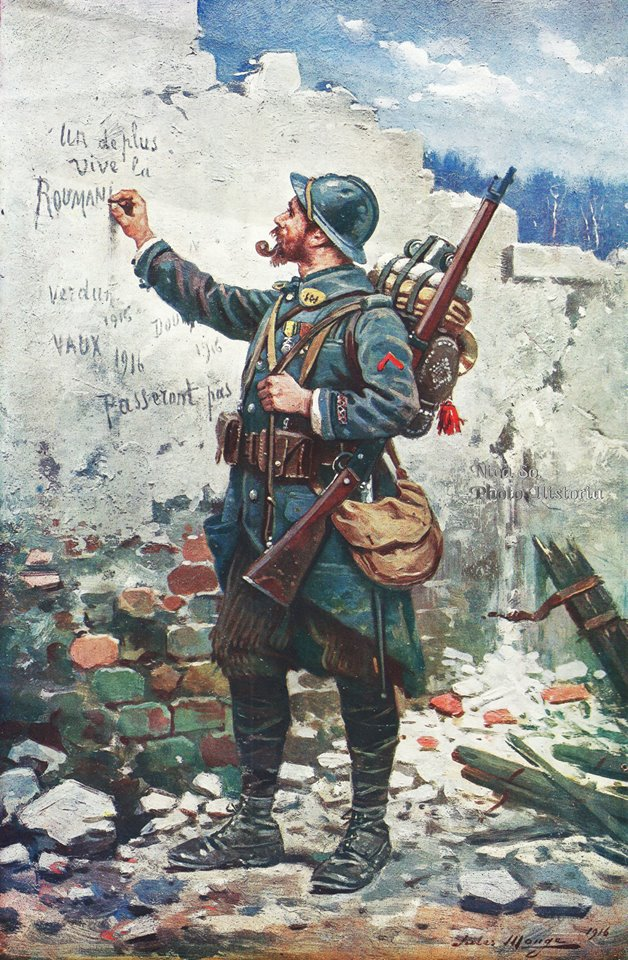
Vive la Roumanie, 1916
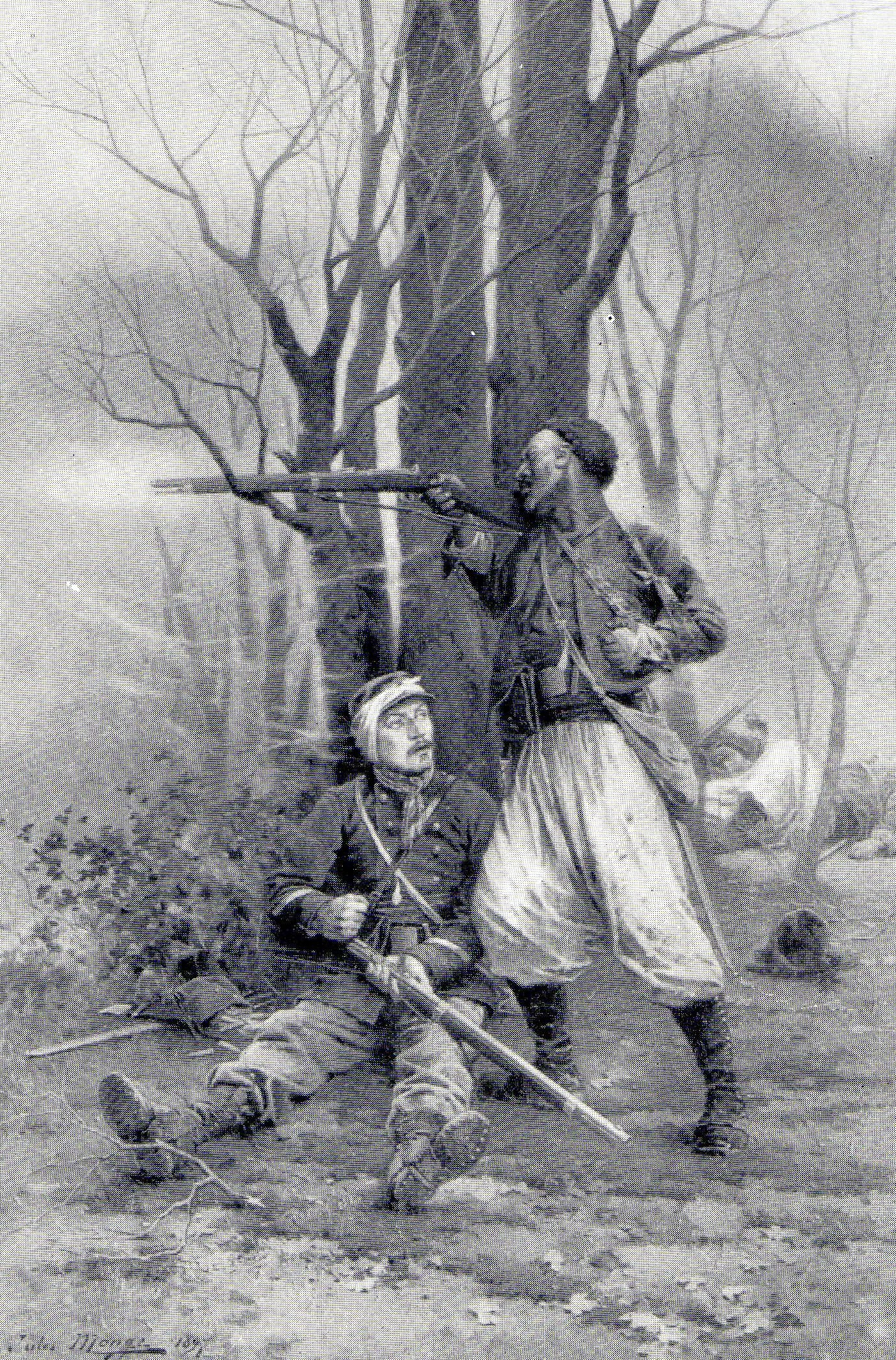
Le Turco Ben-Kadour à Lorcy, 1897
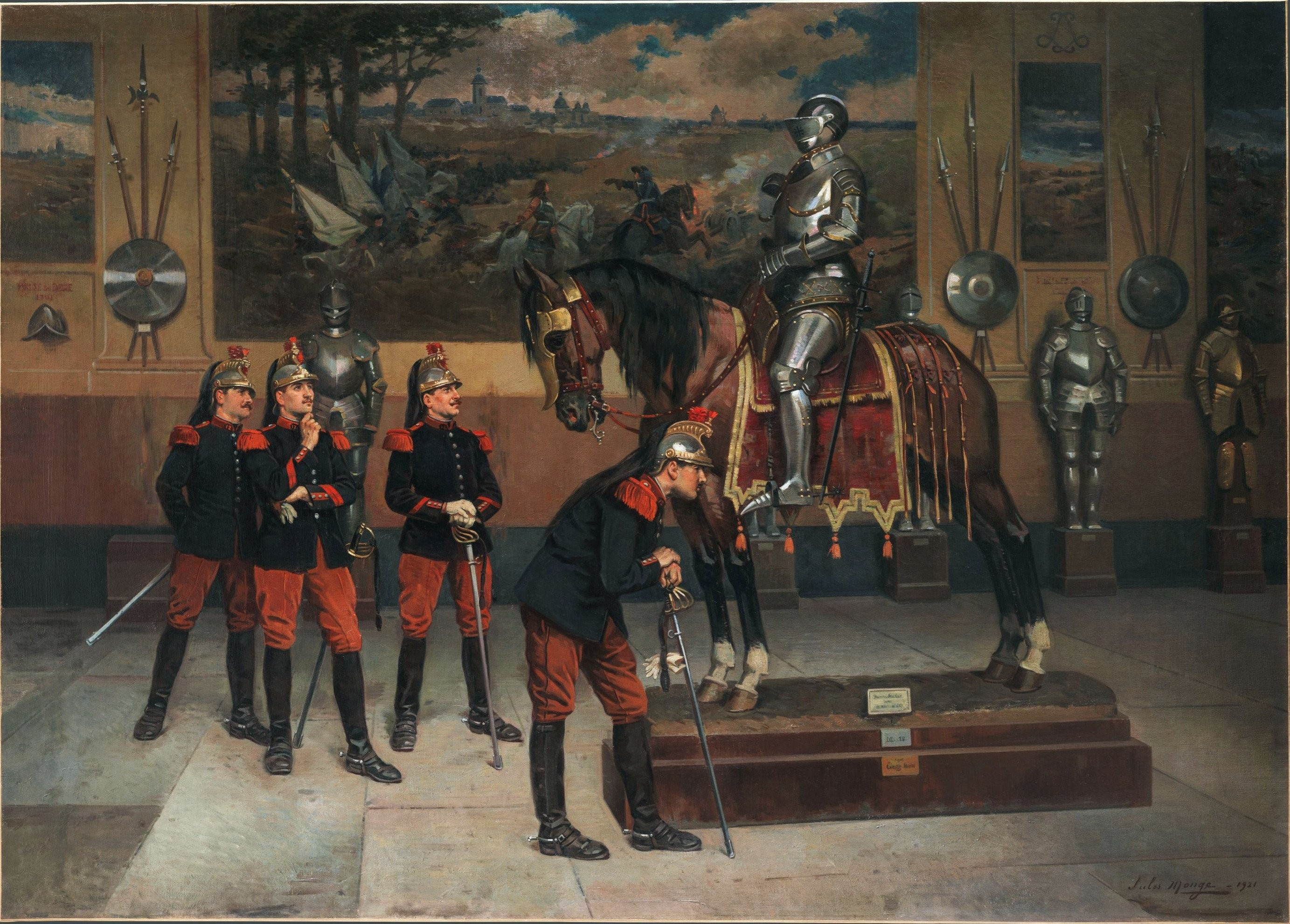
L'Ancêtre, musée de l'Armée, 1921
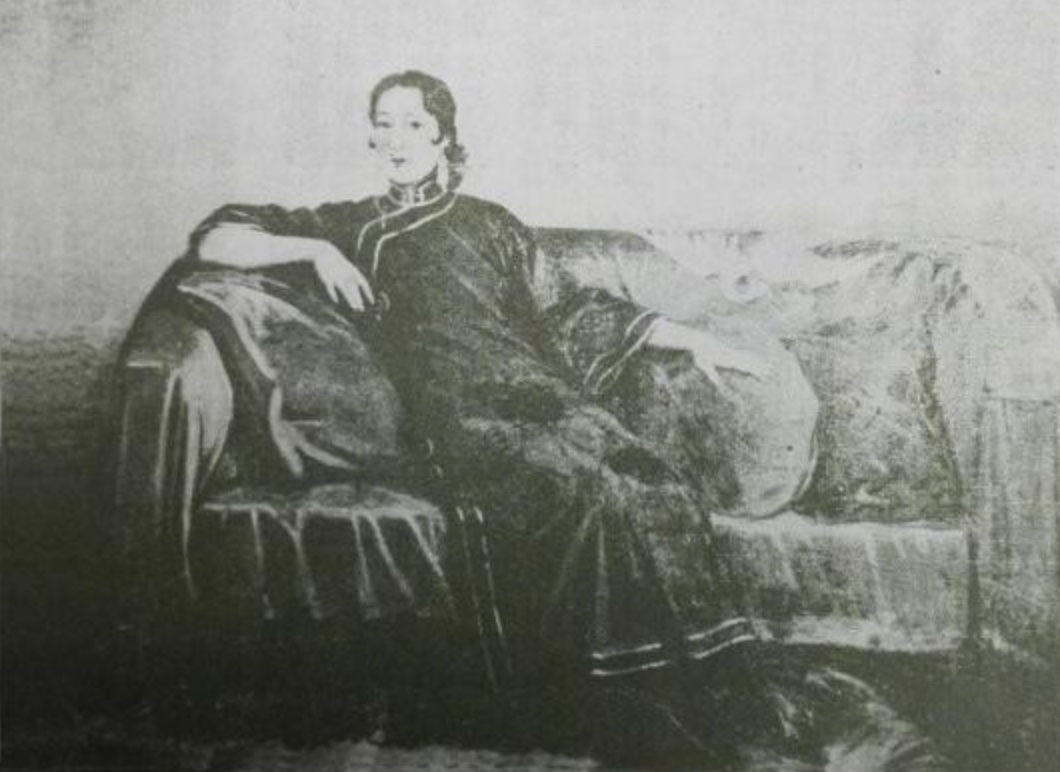
Portrait de Madame Dan Pao-Tchao, années 1920
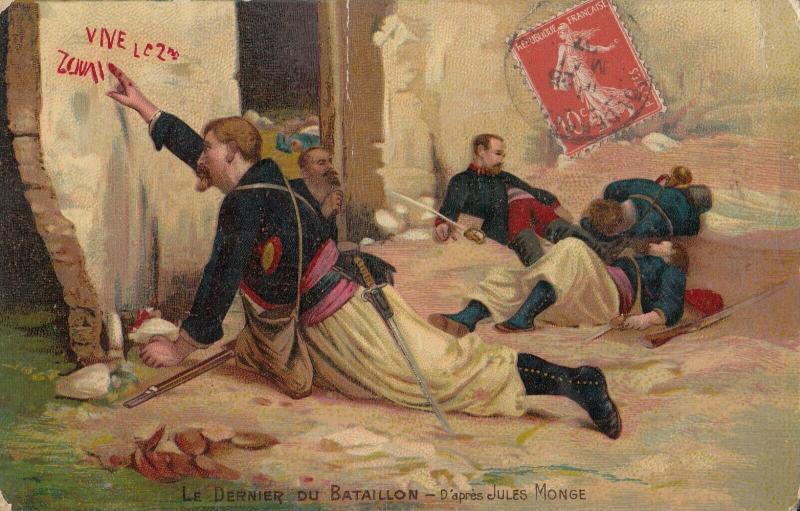
Carte Postale inspirée du tableau - Le dernier du bataillon 1894